# Stein (Mittelfranken)

Lage von Stein im Landkreis Fürth

Stein ([ʃtaɪ̯n] ⓘ, fränkisch Schdah) ist eine Stadt im Landkreis Fürth (Mittelfranken, Bayern). Sie ist vor allem durch den Schreibwarenhersteller Faber-Castell und das Faberschloss bekannt.

## Geographie

### Lage
Stein liegt am südwestlichen Stadtrand von Nürnberg am linken Ufer der Rednitz, die sich wenige Kilometer nördlich in Fürth mit der Pegnitz zur Regnitz vereinigt.

### Nachbargemeinden
Nachbargemeinden sind (im Norden beginnend im Uhrzeigersinn): Nürnberg, Rohr, Roßtal, Zirndorf, Oberasbach

### Gemeindegliederung
Die Gemeinde hat zehn Gemeindeteile (in Klammern ist der Siedlungstyp angegeben):
- Bertelsdorf (Dorf)
- Eckershof (Dorf)
- Gutzberg (Dorf)
- Loch (Dorf)
- Oberbüchlein (Dorf)
- Oberweihersbuch (Pfarrdorf)
- Sichersdorf (Dorf)
- Stein (Hauptort)
- Unterbüchlein (Dorf)
- Unterweihersbuch (Dorf)

Der Gemeindeteilname Deutenbach ist amtlich erloschen, lebt aber in vereinzelten Wegweisern, im Namen des Fußballvereins STV Deutenbach und der Freiwilligen Feuerwehr Deutenbach, in der Deutenbacher Str. (auch Straßenname im Nürnberger Stadtteil Krottenbach) und im Volksmund fort. Der Ortseingang ist durch ein Hinweisschild bezeichnet. Die Ortsbezeichnung Deutenbach wird auch weiterhin im Omnibuslinien-Verkehr verwendet. Der Stadtteilname Spitzgarten für das östlich der Rednitz gelegene Steiner Stadtgebiet, in dem heute der Hauptkomplex der Firma Faber-Castell und das Faberschloss liegen, wird nicht mehr verwendet. An den im Volksmund bisweilen noch gebräuchlichen Stadtteilnamen Felsen erinnert die Felsenstraße. Die Bezeichnung dieser Straße wird – gleiches gilt für die Rednitzstraße und die Castellstraße – auch nach Überschreiten der Stadtgrenze zu Nürnberg fortgeführt. Hingegen geht die Steiner Bahnhofstraße auf Nürnberger Stadtgebiet in die Gebersdorfer Straße über.
Es gibt auf dem Gemeindegebiet die Gemarkungen Gutzberg und Stein. Die Gemarkung Stein hat eine Fläche von 11,637 km². Sie ist in 6640 Flurstücke aufgeteilt, die eine durchschnittliche Fläche von 1752,60 m² haben. In ihr liegen neben dem namensgebenden Ort die Gemeindeteile Bertelsdorf, Eckershof, Oberweihersbuch und Unterweihersbuch.

## Geschichte

### Bis zur Gemeindegründung
Der Ort wurde 1227 als „landriht zv dem Staine“ (=das Landgericht zu Stein) erstmals urkundlich erwähnt. Der Ortsname leitet sich wohl von einem Gerichtsstein an der Rednitzbrücke ab, die es seit dem 13. Jahrhundert gibt. Dort wurden auch 1296 und 1297 noch Gerichtssitzungen „zu der steinbruke“ abgehalten.
Über die folgenden Jahrhunderte wuchs der Ort, ehe er 1499 durch Kunz Schott zerstört wurde. Nach dem Wiederaufbau wurde Stein rund fünfzig Jahre später im Zweiten Markgrafenkrieg 1552 erneut zerstört; der diesmalige Wiederaufbau dauerte bis in die 1560er Jahre an. Zu einer drittmaligen Zerstörung Steins kam es 1632 im Dreißigjährigen Krieg im Zuge der Schlacht an der Alten Veste bei Zirndorf. Nach dem Krieg wurde 1660 eine evangelisch-reformierte Kirche am heutigen Alten Kirchplatz gebaut.
Die ersten Bleistiftmacher waren bereits seit 1719 in Stein tätig, als sich Kaspar Faber 1758 in Stein niederließ und damit den Grundstein des Faber-Castell-Firmenimperiums legte.
Gegen Ende des 18. Jahrhunderts gab es in Stein 38 Anwesen. Das Hochgericht wurde vom brandenburg-ansbachischen Richteramt Roßtal ausgeübt. Die Dorf- und Gemeindeherrschaft wurde von den Nürnberger Eigenherren von Geuder, denen das Rittergut Heroldsberg gehörte, ausgeübt. Grundherren waren die Nürnberger Eigenherren von Geuder (Schloss, 1 Mühle, 1 Poliermühle, 1 Papiermühle, 3 Schleifwerke, 2 Hammerwerke, 1 Schmiede, 2 Güter, 24 Häuser), von Gugel (1 Gut) und von Oelhafen (1 Hintersasse).

### 19. und 20. Jahrhundert
Von 1797 bis 1808 unterstand der Ort dem Justiz- und Kammeramt Cadolzburg. 1806 ging Stein an das Königreich Bayern über. Im Rahmen des Gemeindeedikts wurde 1808 der Steuerdistrikt Stein gebildet, zu dem Oberweihersbuch, Spitzgarten und Unterweihersbuch gehörten. Im selben Jahr entstand die Ruralgemeinde Stein, die deckungsgleich mit dem Steuerdistrikt war. Sie war in Verwaltung und Gerichtsbarkeit dem Landgericht Nürnberg zugeordnet (1879 in das Amtsgericht Nürnberg umgewandelt) und in der Finanzverwaltung dem Rentamt Fürth. In der freiwilligen Gerichtsbarkeit unterstanden ein Anwesen von 1821 bis 1848 dem Patrimonialgericht Gebersdorf und 27 Anwesen von 1823 bis 1848 dem Patrimonialgericht Stein. Am 4. Dezember 1841 wurde die Ruralgemeinde Weihersbuch gebildet, zu der Ober- und Unterweihersbuch gehörten. Ab 1862 gehörte Stein zum Bezirksamt Nürnberg (1939 in Landkreis Nürnberg umbenannt). Die Finanzverwaltung wurde 1870 vom Rentamt Nürnberg übernommen (1919 in Finanzamt Nürnberg umbenannt). Die Gemeinde hatte 1964 eine Gebietsfläche von 9,117 km².
1861 wurde die neue evangelisch-lutherische Martin-Luther-Kirche am Martin-Luther-Platz eingeweiht.
Anschluss an das Eisenbahnnetz erhielt die Gemeinde mit der Eröffnung des Bahnhofs Nürnberg-Stein an der Eisenbahnstrecke nach Ansbach im Jahr 1875. 1889 wurde zudem die steinerne Rednitzbrücke neu errichtet, womit die Verkehrsinfrastruktur ebenfalls ausgebaut wurde (Einweihung der neuen Rednitzbrücke 1971). 1926 wurde die Omnibuslinie Nürnberg-Schweinau – Stein (Kirche) durch die Nürnberg-Fürther Straßenbahn in Betrieb genommen. Fünf Jahre später wurde die Hauptstraße mit Kleinpflaster erstmals befestigt. Nach dem Wiederaufbau nach dem Zweiten Weltkrieg wurde 1949 der O-Busbetrieb zwischen Nürnberg-Schweinau und Stein (Rosenstraße) in Betrieb genommen, der 1962 allerdings wieder eingestellt wurde.
1906 wurde das Faberschloss eingeweiht. Zu den Nürnberger Prozessen (20. November 1945 bis 14. April 1949) war Ernest Hemingway als Journalist und Berichterstatter im Schloss Faber-Castell in Stein untergebracht. Das Schloss Faber-Castell diente als Unterkunft für internationale Anwälte und Prozessberichterstatter, zu denen auch John Steinbeck zählte. Erst 1953 verließen die letzten US-Besatzer das Schloss, das bis zuletzt als Pressecamp diente. 1957 kam es zur Einweihung des neuen Rathauses. Die Trabantenstadt um den Goethering wurde 1973 fertiggestellt.
1922 gab es Verhandlungen zur Eingemeindung der Gemeinde Stein nach Nürnberg, die jedoch erfolglos blieben. Am 1. Juli 1972 wechselte die Gemeinde Stein im Rahmen der Gebietsreform in Bayern vom Landkreis Nürnberg zum Landkreis Fürth. Traditionell und aufgrund der Verkehrsanbindungen war Stein zwar mehr auf Nürnberg als auf Fürth als zentralen Nachbarort ausgerichtet und ist es auch heute noch. Im früheren Landkreis Nürnberg bildete es aber eine Exklave, und dabei wäre es auch bei einer Eingliederung in den Landkreis Nürnberger Land geblieben. Als Alternative war nur eine Eingemeindung in die Stadt Nürnberg in der Diskussion, was aber von vielen Bürgern wegen der nicht erwünschten Aufgabe der Selbständigkeit abgelehnt wurde.  Am 1. April 1977 wurde die Gemeinde Stein bei Nürnberg amtlich in Stein umbenannt sowie am 6. Mai 1977 zur Stadt erhoben.
Mit dem Freizeitbad Kristall Palm Beach wurde 1979 eine Freizeiteinrichtung eingeweiht. 1993 ging es in den Besitz von Heinz Steinhart über.
Auch Bildungseinrichtungen wurden errichtet; so wurde 1982 das Gymnasium Stein eingeweiht. Die neue katholische Kirche St. Albertus Magnus wurde 1989, die evangelische Paul-Gerhardt-Kirche im Stadtteil Deutenbach 1992 eingeweiht.

### Eingemeindungen
Im Jahr 1922 wurde ein Teil der aufgelösten Gemeinde Deutenbach (Landkreis Schwabach) eingegliedert. Am 1. Januar 1927 kam Weihersbuch, das bis 1870 den Gemeindenamen Oberweihersbuch trug, hinzu. Im Jahr 1967 wurden die vorher im Landkreis Schwabach gelegenen Orte Bertelsdorf und Eckershof eingemeindet. Am 1. Juli 1972 folgte das im Landkreis Fürth gelegene Gutzberg, das seine Landkreiszugehörigkeit durch den gleichzeitigen Übergang der Gemeinde Stein in den Landkreis Fürth beibehalten konnte.

### Einwohnerentwicklung
Gemeinde Stein
| Jahr      | 1818   | 1840   | 1852   | 1861   | 1867   | 1871   | 1875   | 1880   | 1885   | 1890   | 1895   | 1900   | 1905   | 1910   | 1919   | 1925   | 1933   | 1939   | 1946   | 1950   | 1961   | 1970   | 1987   | 1995  | 2007   | 2016   |
| Einwohner | 796    | 657    | 873    | 897    | 1098   | 1320   | 1432   | 1698   | 1855   | 2054   | 2048   | 2064   | 2295   | 2400   | 2284   | 3015   | 4079   | 4967   | 6326   | 6672   | 7455   | 9167   | 13267  | 14116 | 13870  | 13828  |
| Häuser    | 74     | 49     |        |        |        | 97     |        |        | 123    | 135    |        | 164    |        |        |        | 242    |        |        |        | 590    | 926    |        | 2416   |       |        | 2993   |
| Quelle    | [ 17 ] | [ 18 ] | [ 19 ] | [ 20 ] | [ 21 ] | [ 22 ] | [ 23 ] | [ 24 ] | [ 25 ] | [ 26 ] | [ 19 ] | [ 27 ] | [ 19 ] | [ 28 ] | [ 19 ] | [ 29 ] | [ 19 ] | [ 19 ] | [ 19 ] | [ 30 ] | [ 12 ] | [ 31 ] | [ 32 ] |       | [ 33 ] | [ 33 ] |

Ort Stein
| Jahr      | 001818 | 001840 | 001861 | 001871 | 001885 | 001900 | 001925 | 001950 | 001961 | 001970 | 001987 | 002022 |
| Einwohner | 631    | 657    | 1098   | 1432   | 2054   | 2064   | 2668   | *6672  | *7455  | *8885  | †10328 | †12307 |
| Häuser    | 46     | 49     |        | 97     | 123    | 164    | 190    | *590   | *926   |        | †1587  |        |
| Quelle    | [ 17 ] | [ 18 ] | [ 20 ] | [ 22 ] | [ 25 ] | [ 27 ] | [ 29 ] | [ 30 ] | [ 12 ] | [ 31 ] | [ 32 ] | [ 34 ] |

## Politik und Kommunales

### Stadtrat
- Linke: 1
- SPD: 3
- Grüne: 3
- FWStein: 2
- SBG: 6
- FDP: 1
- CSU: 8

Bei der letzten Kommunalwahl im März 2020 lag die Wahlbeteiligung bei 56 %.
|        | CSU    | SBG *  | SPD    | FW    | FDP/Freie Bürger | Die Grünen | Die Linke | Gesamt   |
| ------ | ------ | ------ | ------ | ----- | ---------------- | ---------- | --------- | -------- |
| 2008   | 10     | 6      | 4      | 2     | 1                | 1          | –         | 24 Sitze |
| 2014   | 8      | 7      | 3      | 3     | 1                | 2          | –         | 24 Sitze |
| 2020   | 8      | 6      | 3      | 2     | 1                | 3          | 1         | 24 Sitze |
| [ 35 ] | 33,7 % | 25,6 % | 11,6 % | 7,2 % | 3,7 %            | 14,6 %     | 2,7 %     |          |

### Bürgermeister
Seit 2008 ist Kurt Krömer (SBG) Erster Bürgermeister.
Zuletzt konnte er sich bei der Kommunalwahl 2020 in einer Stichwahl gegen seinen Kontrahenten Bertram Höfer von der CSU mit 54,98 % durchsetzen. Kurt Krömer trat damit seine dritte Amtszeit an.
| Name               | Partei       | Amtszeit  | Hinweis/Quelle         |
| ------------------ | ------------ | --------- | ---------------------- |
| Josef Dümmelbeck   | Freie Wähler | 1966–1978 | 30 Jahre Freie Wähler. |
| Alfred Schuster    | Freie Wähler | 1978–1990 | Siehe oben             |
| Werner Biewald     | CSU          | 1990–1996 | www.csu-stein.de       |
| Bernhard Gottbehüt | FDP          | 1996–2008 | Nordbayern.de          |
| Kurt Krömer        | SBG          | 2008–     | seit 1. Mai 2008       |

### Haushalt
Der Grundsteuerhebesatz beträgt seit 2004 für land- und forstwirtschaftliche Betriebe 370 %. Seit 2016 beträgt der Steuerhebesatz für Grundstücke 450 %, davor betrug er 370 %. Der Gewerbesteuerhebesatz liegt bei 400 %. Die Hundesteuer für den ersten Hund beträgt seit 2016 jährlich 90 Euro, davor betrug die Hundesteuer 70 Euro. Die Verschuldung pro Einwohner verdoppelte sich seit 2013 von 454 Euro auf 934 Euro (letzte verfügbare Zahl von 2017).
Ab dem 1. Januar 2025 beträgt der Hebesatz für die Grundsteuer A 603 % und für die Grundsteuer B 765 %.

### Wappen und Flagge
Wappen
| Wappen von Stein | Blasonierung: „Geviert von Silber und Blau; 1 und 4: ein schwarz gekleideter, bärtiger Mannsrumpf mit silbernem Kragen und silberner Mütze mit schwarzem Stulp, in der Rechten einen schwarzen Hammer haltend; 2 und 3: zwei schräg gekreuzte silberne Bleistifte mit den Spitzen nach unten.“ |
| Wappen von Stein | Wappenbegründung: Der Mann mit dem Hammer stammt aus dem Familienwappen der Faber-Castell, die seit 1761 in Stein ein Unternehmen zur Bleistiftherstellung betreibt. Anstelle der goldenen Feldfarbe des Familienwappens wählte man Silber, das in Verbindung mit dem Blau die bayerischen Landesfarben darstellt. Der Hammer erinnert zugleich an die einstigen Hammerwerke in Stein. Die Bleistifte stehen redend für das Unternehmen. Die Gemeinde Stein führt seit 1949 ein Wappen. |

Flagge
Die Gemeindeflagge ist blau-weiß-schwarz.

### Städtepartnerschaften
- seit 8. Juli 1990: Guéret (Frankreich)
- seit 9. November 1990: Falkenstein/Vogtl. (Deutschland)
- seit 1. Mai 2004: Puck (Polen) (dt. Putzig)
- seit 24. Oktober 2024: Makarska (Kroatien)[44]

### Stiftung
Im April 2009 wurde die Bürgerstiftung Stein gegründet.

## Bildungseinrichtungen und Vereine

### Bildungseinrichtungen
In Stein gibt es eine Grundschule, eine Mittelschule, ein Gymnasium und die private Berufsfachschule für Rettungsassistenten Stein der Arbeitsgemeinschaft Notfallmedizin Fürth e. V. Die Akademie Faber-Castell ist eine Akademie für Kunst, Kultur und Design mit Studiengängen im Bereich Bildende Kunst und Design.
Die Volkshochschule Stein ist eine Bildungsinstitutionen der Erwachsenenbildung. Seit 1991 gibt es die Musikschule Stein.

### Vereine
Im Juli 1961 wurde der STV Deutenbach 1961 e. V. gegründet. Der Turn und Sportverein Stein 1875 e. V. hat mehrere Abteilungen, darunter Basketball, Handball, Tischtennis, Turnen und Volleyball.
Am 29. Januar 1998 wurde der Schachclub Stein 1998 e. V. gegründet. Heute zählt er mit 64 Vereinsmitgliedern zu den mitgliedsstärksten in Mittelfranken.
Die Stadt Stein gab im Jahre 2017 eine umfängliche Broschüre Unser Vereinsleben in Stein heraus, in der das Steiner Vereinsleben umfassend dargestellt ist. Die 2. Auflage erschien im Februar 2021.

## Naturschutzgebiet
Im nordwestlichen Teil der Gemarkung Stein liegt das Naturschutzgebiet Hainberg, mit landesweit bedeutsamem Sandmagerrasen.

## Sehenswürdigkeiten, Museen und Baudenkmäler

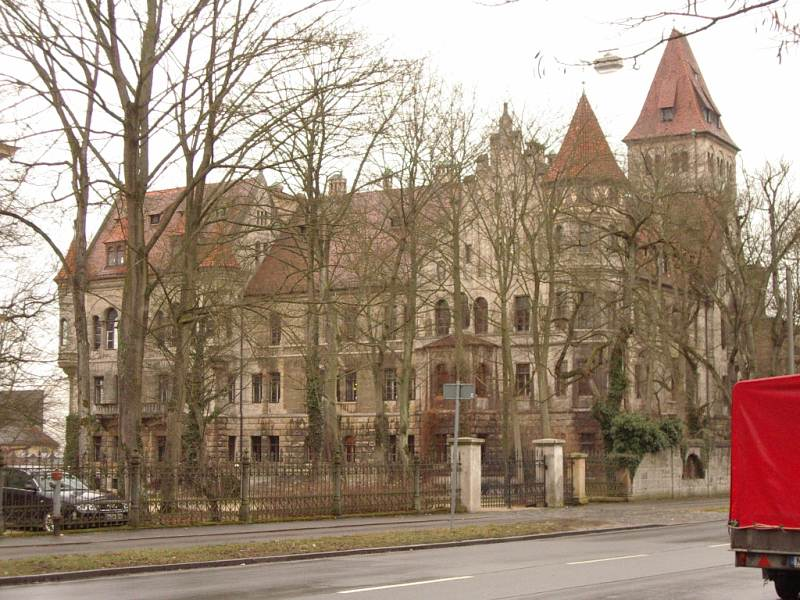
Schloss

Eindrucksvoll sind die mit Faber-Castell zusammenhängenden Bauten und Anlagen. Die Fabrikanlagen entlang der Rednitz gehen wohl im Wesentlichen auf Baulichkeiten des 19. Jahrhunderts zurück und wurden verschiedentlich im 20. Jahrhundert erweitert und umgebaut.
Besonders imposant ist der historistische Schlosskomplex des Faberschlosses (19. Jahrhundert und frühes 20. Jahrhundert). Das Schloss besteht aus einem älteren Teil im Stil der Neorenaissance und dem neuen Schloss, das eher im Stil der Neoromanik erbaut ist. Einige der repräsentativen Räume wurden vom damals aufstrebenden Architekten und Designer Bruno Paul geschaffen. Der ausgedehnte Park (Faberpark) wurde in der zweiten Hälfte des 20. Jahrhunderts an Bayern bzw. Nürnberg abgetreten.
Die evangelische Martin-Luther-Kirche und die Baulichkeiten des nördlich anschließenden Friedhofs gehören ebenfalls zum Historismus.
Es gibt das Kur- und Freizeitbad Kristall Palm Beach, ein Jugendhaus und außerdem ein Freilandterrarium im Rednitzgrund, das von der Naturhistorischen Gesellschaft Nürnberg betrieben wird. 2015 konnte das Freiland-Aquarium und -Terrarium Stein auf eine 90-jährige Geschichte zurückblicken. Die Einrichtung ist ein kleiner Zoo mit Fischen, Reptilien und Amphibien, ergänzt durch mehrere Weiher mit Wasserpflanzen. Sie ist nur von Mai bis September an Wochenenden und Feiertagen geöffnet, der Eintritt ist frei. Im Foyer des  Kristall Palm Beach ist der größte einzelne Bergkristall der Welt ausgestellt. Der Kristall wiegt ca. 7500 kg und wurde im brasilianischen Minas Gerais gefunden.

### Museen
Das Heimatmuseum Stein fand am 31. Mai 2008 seinen Platz im ältesten Gebäude, welches 1635 erbaut worden ist. Am Westufer der Rednitz befindet sich das Museum „Alte Mine“. Dort kann die Minenfertigung besichtigt werden.

### Veranstaltungen
Im Mai feiert Stein sein „Stadtfest mit Kulturfrühling“. Während der dreitägigen Veranstaltung findet eine Familien-Stadt-Rallye statt, an der unzählige Vereine und Einrichtungen mitwirken. Parallel finden verschiedenste Ausstellungen statt, zumeist im Rathaus und in der Akademie Faber-Castell, aber auch im Einkaufszentrum FORUM. Jeweils am Samstagabend findet der „Kulturfrühling“ auf dem Mecklenburger Platz statt, bei dem verschiedene Künstler aus Comedy und Musik auftreten. Am Stadtfest-Sonntag lädt die Stadt in der Regel zu einem verkaufsoffenen Sonntag ein.
Im Juni findet die Veranstaltung „Der Stadtpark klingt“ statt. Dazu treten im Steiner Stadtpark verschiedene Gruppen und Interpreten auf, die unplugged musizieren. Bei freiem Eintritt lädt „Der Stadtpark klingt“ zu einem musikalischen Spaziergang durch den kleinen, idyllischen Stadtpark oberhalb des Rednitzgrundes ein.
Seit 1996 gibt es einen Bauernmarkt. Die Premiere war am 30. März 1996. Die ersten fünf Jahre fand der Bauernmarkt an der Martin-Luther-Kirche statt. Das 20. Jubiläum wurde am 24. September 2016 am Mecklenburger Platz gefeiert.
Jährlich findet ein Schlosskonzert auf dem Gelände von Faber-Castell statt.

## Wirtschaft und Infrastruktur

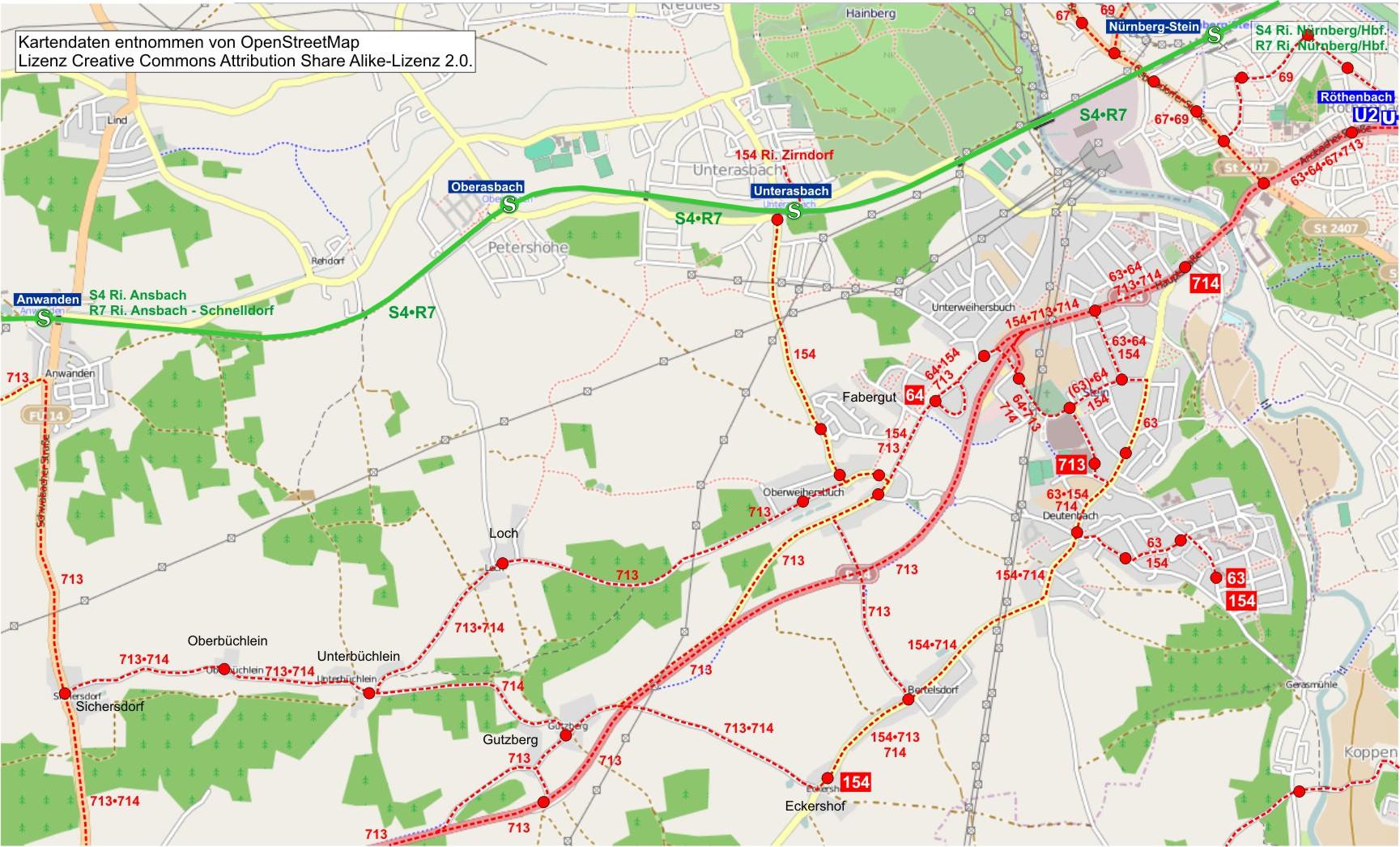
ÖPNV in Stein

### Wirtschaft
Stein ist seit dem ausgehenden Mittelalter durch seine Bleistiftmühlen und heute durch die Bleistiftindustrie bekannt. Die Stadt ist Sitz des Schreibgeräteherstellers Faber-Castell.
Im November 2015 wurde das Einkaufszentrum „Forum Stein“ auf dem Gelände des früheren „Möbel Krügel“ eröffnet.
Die Kristall Bäder AG hat ihren Sitz in Stein.  Sie betreibt in Deutschland acht Thermalbäder an den Standorten Bad Wilsnack, Ludwigsfelde, Seelze, Altenau, Bad Klosterlausnitz, Bad Hönningen, Schwangau und Kochel am See.

### Straßenverkehr
Durch die Stadt verläuft die Bundesstraße 14. Sie hat über die Anschlussstelle Nürnberg-Schweinau der Südwesttangente Verbindungen an das Kraftfahrstraßen- und Autobahnnetz. Die B 14 ist durch den Durchgangsverkehr in Richtung Nürnberg und in Richtung Ansbach sehr stark belastet. Eine Gemeindeverbindungsstraße verläuft westlich nach Unterasbach, eine weitere Gemeindeverbindungsstraße verläuft südlich nach Deutenbach, wo sie sich einerseits in die Straßenverbindung nach Nemsdorf und andererseits nach Krottenbach gabelt. An der Stadtgrenze zu Nürnberg wird die B 14 von der Staatsstraße 2407 gekreuzt („Schlosskreuzung“), die in nördlicher Richtung nach Fürth (Bahnhofstraße) und in südlicher Richtung nach Schwabach (Rednitzstraße) führt.

### Eisenbahn
Anschluss an das regionale Eisenbahnnetz besteht über den Bahnhof Nürnberg-Stein, der sich jedoch etwas außerhalb des Stadtgebietes am Rande des Nürnberger Stadtteils Gebersdorf an der Bahnstrecke Nürnberg–Crailsheim (Kursbuchstrecke 891.7) befindet. Entlang dieser Relation verkehrt die S-Bahn-Linie 4 (Nürnberg Hauptbahnhof–Ansbach). In der Nähe von Stein befindet sich an derselben Kursbuchstrecke ein weiterer DB-Haltepunkt im Nachbarort Unterasbach.

### Öffentlicher Nahverkehr
Stein ist innerhalb des Verkehrsverbundes Großraum Nürnberg über die VGN-Omnibuslinien 63 und 64 an das öffentliche Nahverkehrsnetz angeschlossen. Beide Linien sind auf der Nürnberger Seite an den U-Bahnhof Röthenbach der U-Bahn-Linie U2 angebunden. Zusätzlich erschließen die Regionalbuslinien 154 und 713 sowie der Rufbus 714 die außenliegenden Stadtteile und stellen eine Verbindung zur S-Bahnlinie S4 her. In den Nächten von Freitag auf Samstag und von Samstag auf Sonntag verkehrt die Nightliner Omnibuslinie N7 (VAG) von Nürnberg/Hauptbahnhof über Stein nach Roßtal.
Es gibt langfristige Planungen, die U2 von ihrem bisherigen Endpunkt Röthenbach in das Stadtgebiet von Stein zu verlängern. Da die Finanzierung dieses Projektes bislang ungeklärt ist, dürfte eine Realisierung auf absehbare Zeit nicht möglich sein (Stand 2011).

### Wanderwege
Durch Stein verläuft der Fränkische Marienweg.

## In Stein geboren
- Lothar von Faber (* 12. Juni 1817 in Unterspitzgarten;[63] † 26. Juli 1896 in Stein), deutscher Großindustrieller, Ehrenbürger der Stadt Nürnberg (Verleihung 1861)
- Johann Faber (1819–1901), deutscher Industrieller, Bruder des Vorigen
- Eberhard Faber (1822–1897), Unternehmer
- Ottilie von Faber-Castell (1877–1944), Unternehmerin und Inhaberin von Faber-Castell
- Hugo Steger (1929–2011), Sprach- und Literaturwissenschaftler
- Hubertus von Faber-Castell (1934–2007), Milliardär
- Dagmar Wöhrl (* 1954), Politikerin (CSU), MdB, Parlamentarische Staatssekretärin beim Bundesminister für Wirtschaft und Technologie, Miss Germany 1977
- Susanne Froehlich (1980), Althistorikerin

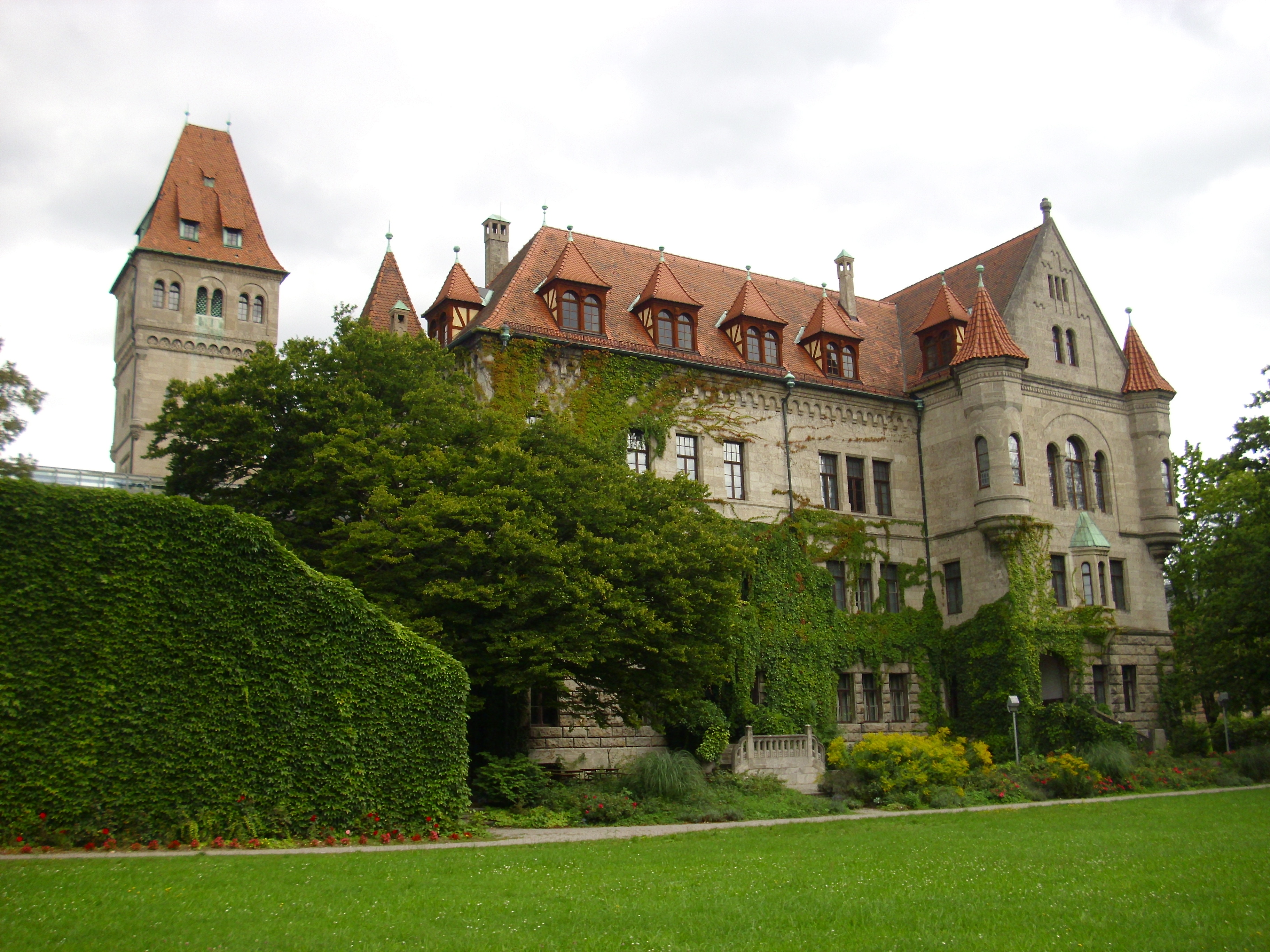
Südseite des Neuen Schlosses (1903–1906)
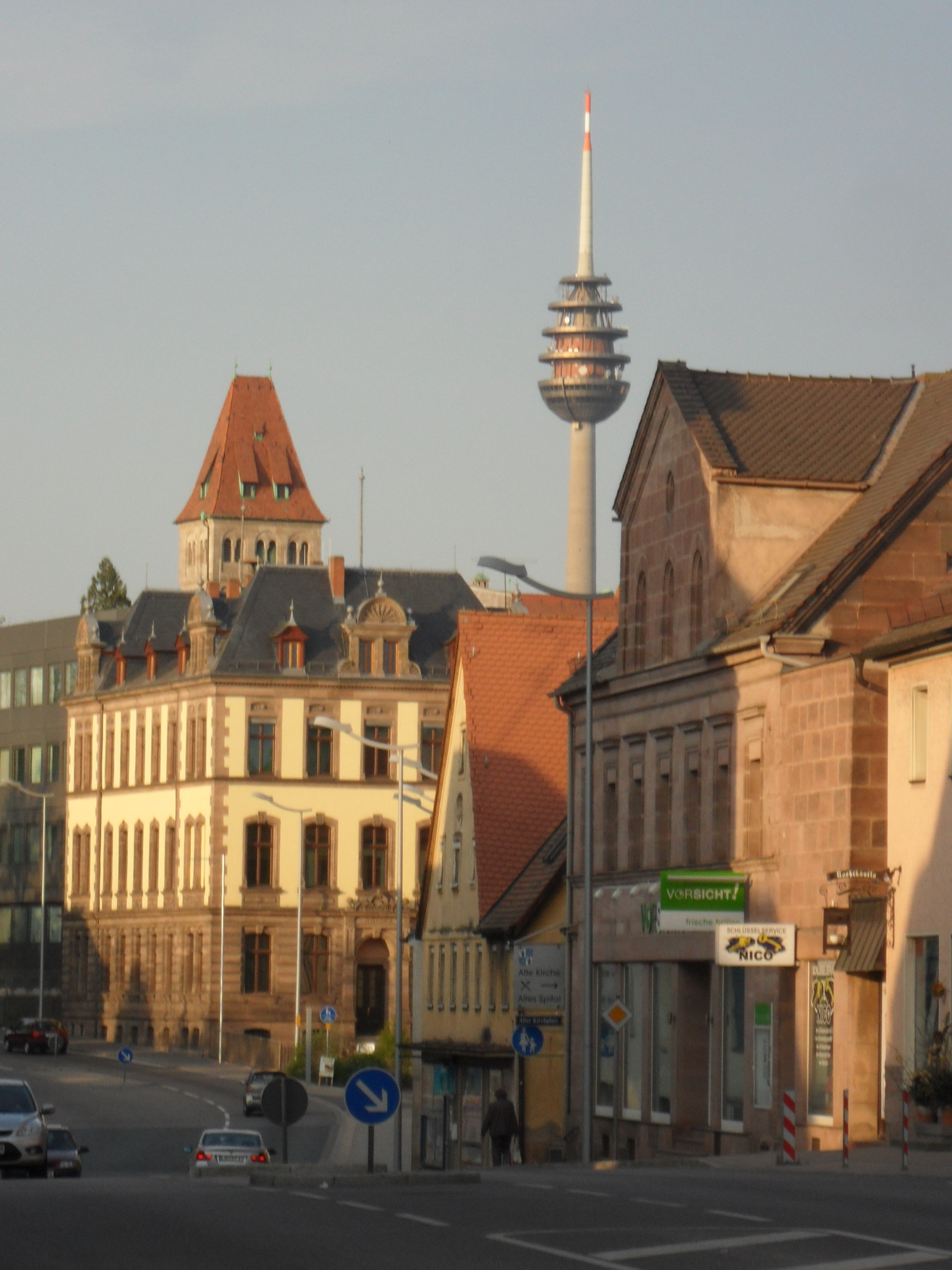
Blick in nordöstlicher Richtung in die Hauptstraße und Nürnberger Straße
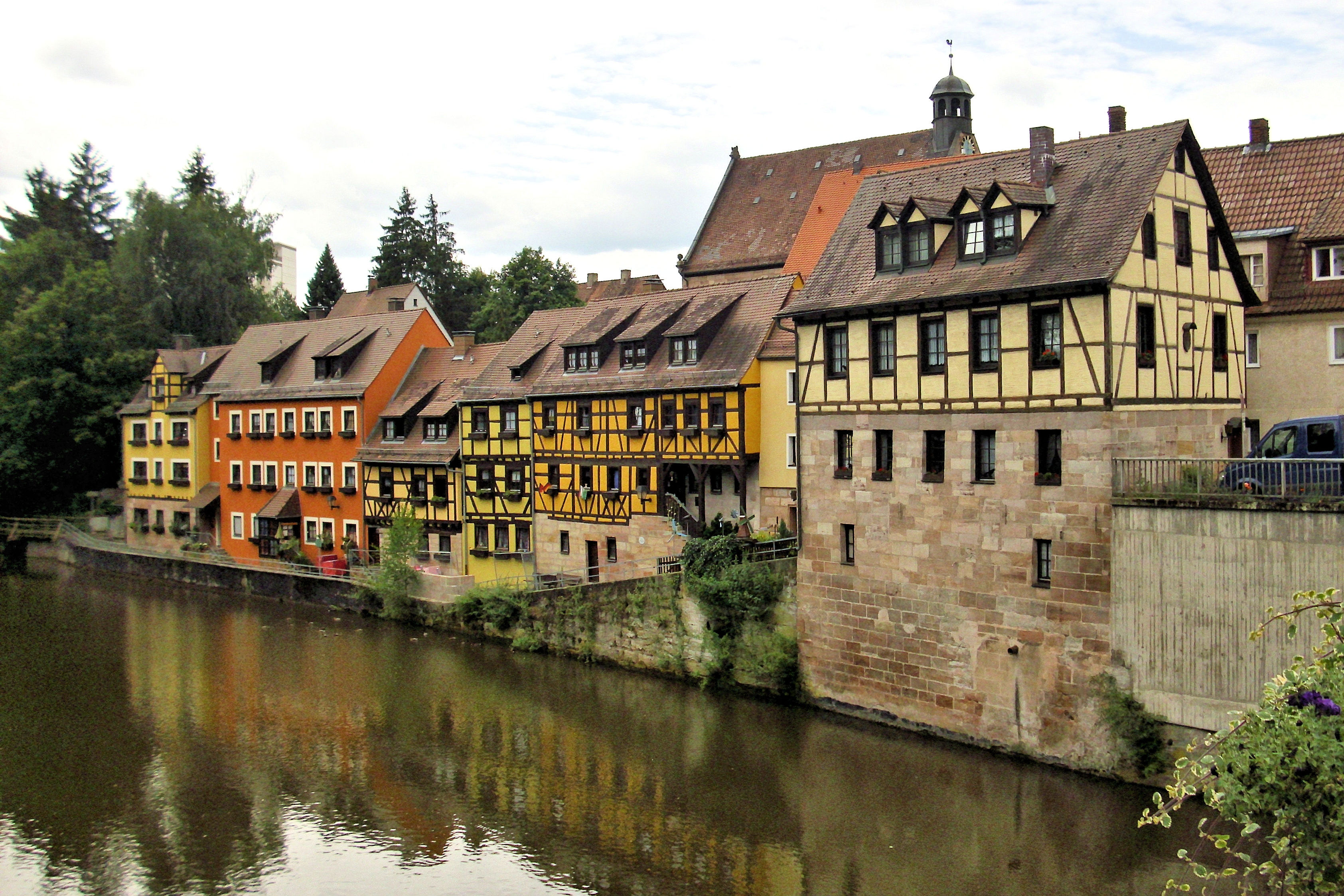
Fachwerkhausensemble in der Oberen und Unteren Wassergasse
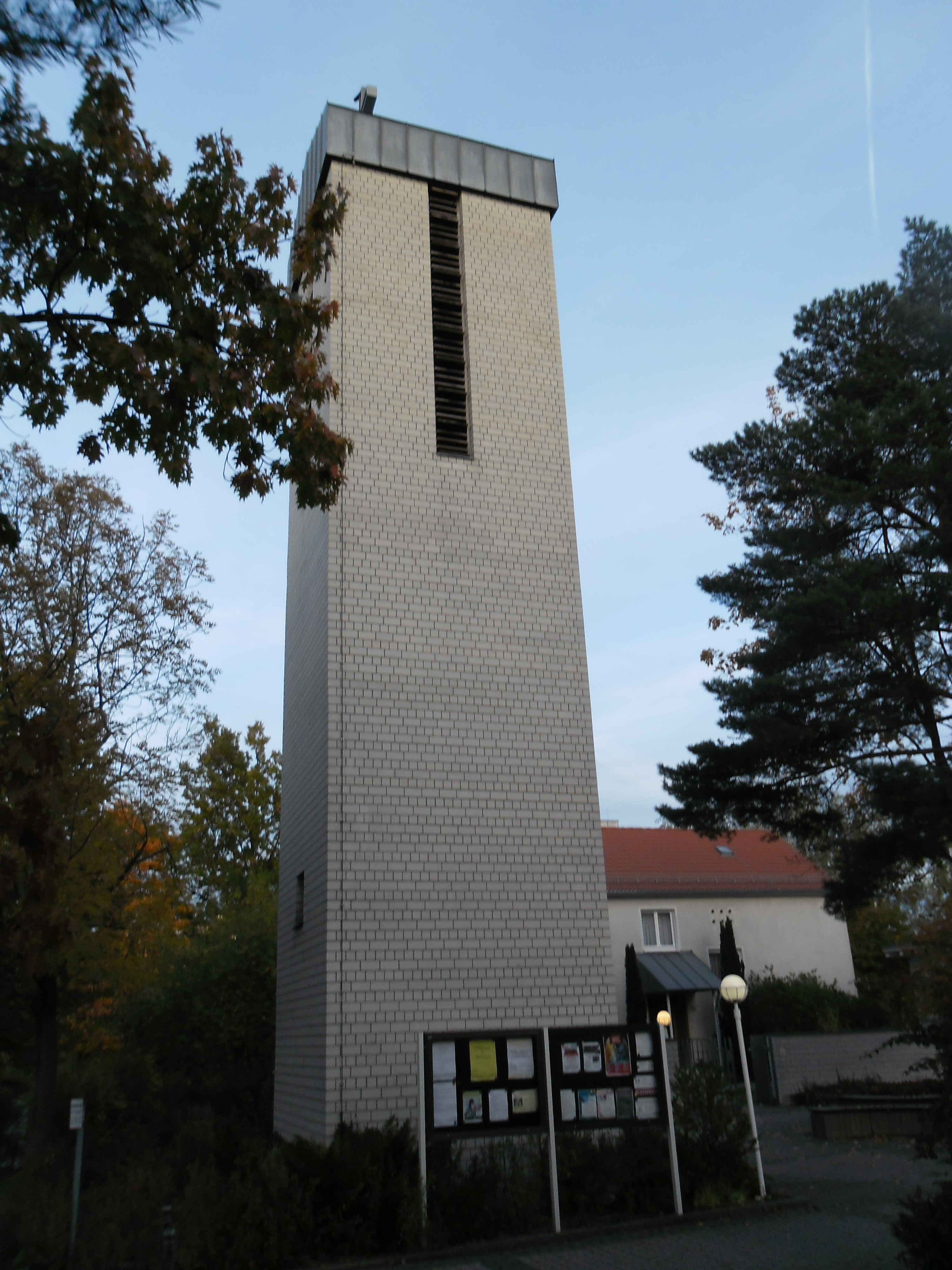
Campanile der Sankt-Albertus-Magnus-Kirche
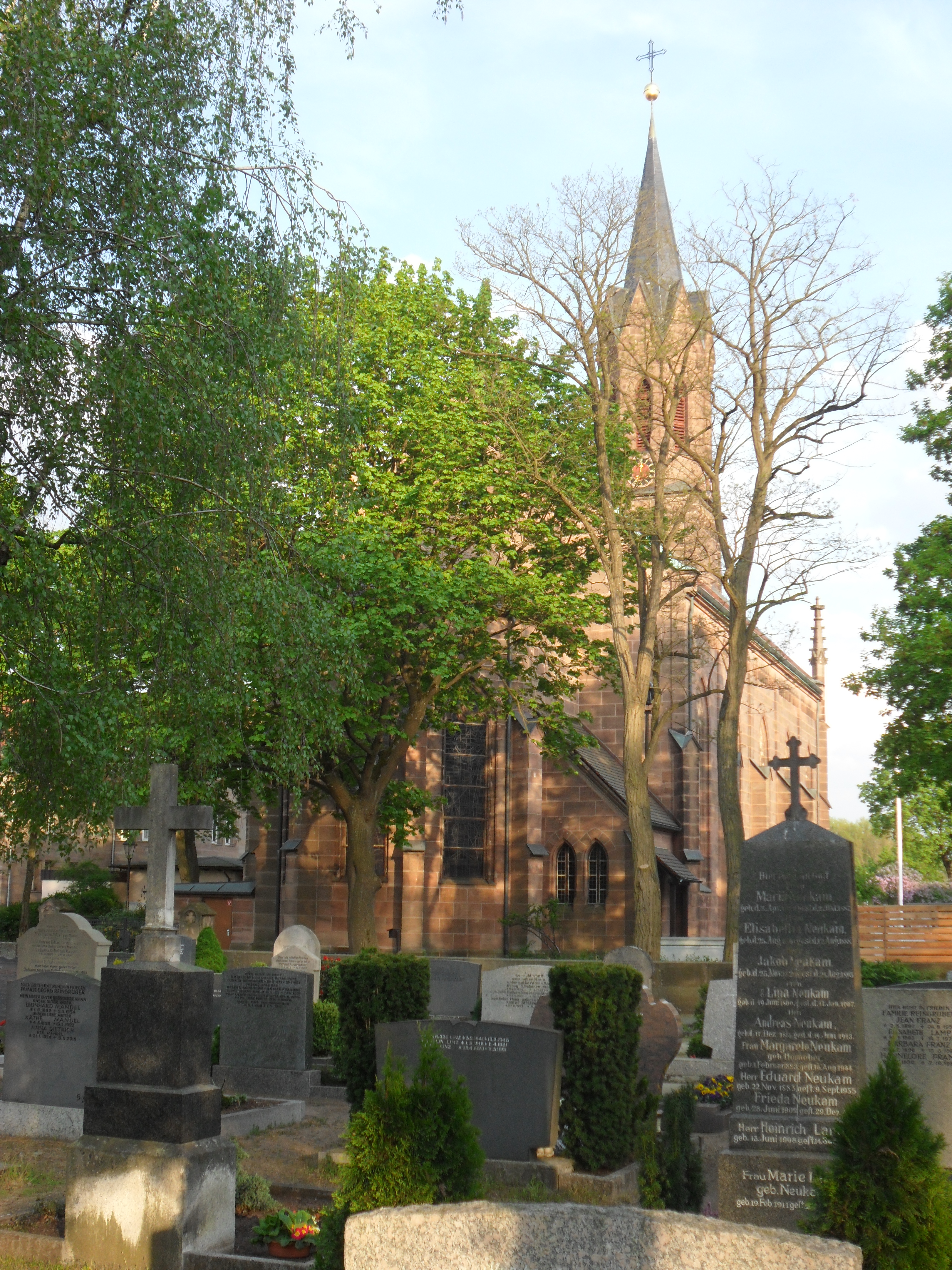
Evangelische Pfarrkirche (1861) vom nördlich gelegenen Friedhof her gesehen
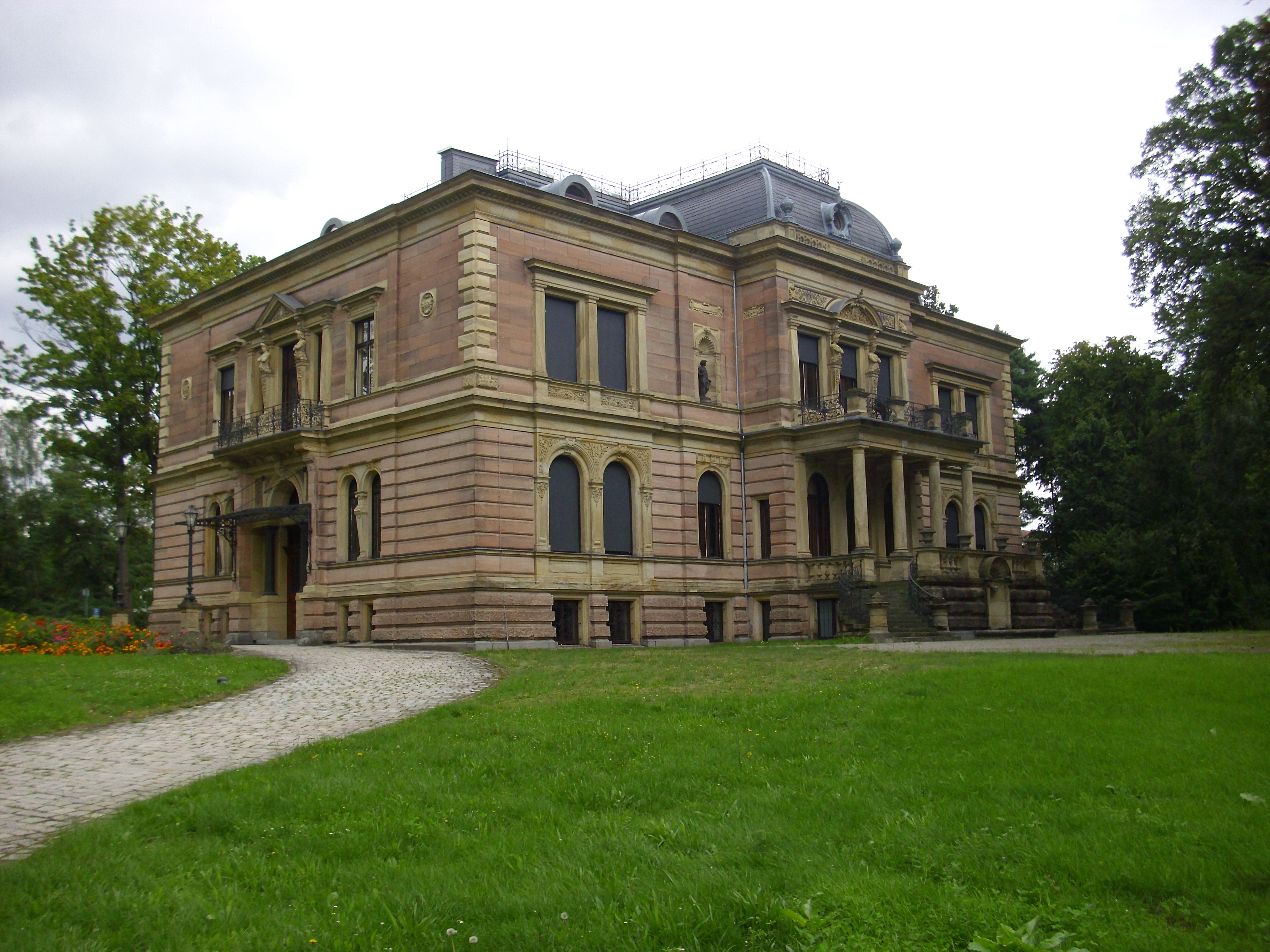
Fabrikantenvilla im französischen Barockstil (1886) in der Rednitzstraße 2
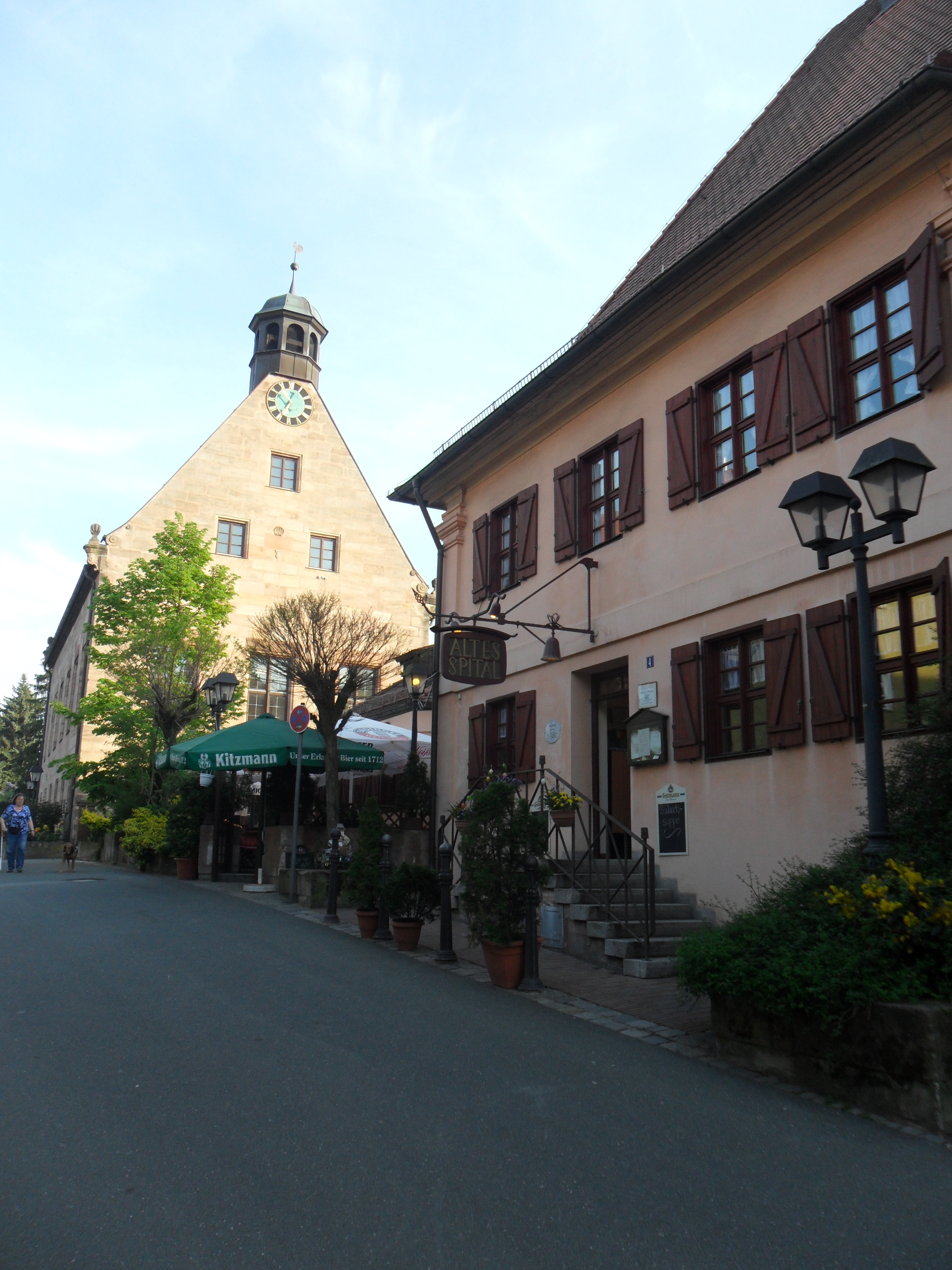
Alter Kirchplatz 4 und 6 (Altes Spital und Alte Kirche)
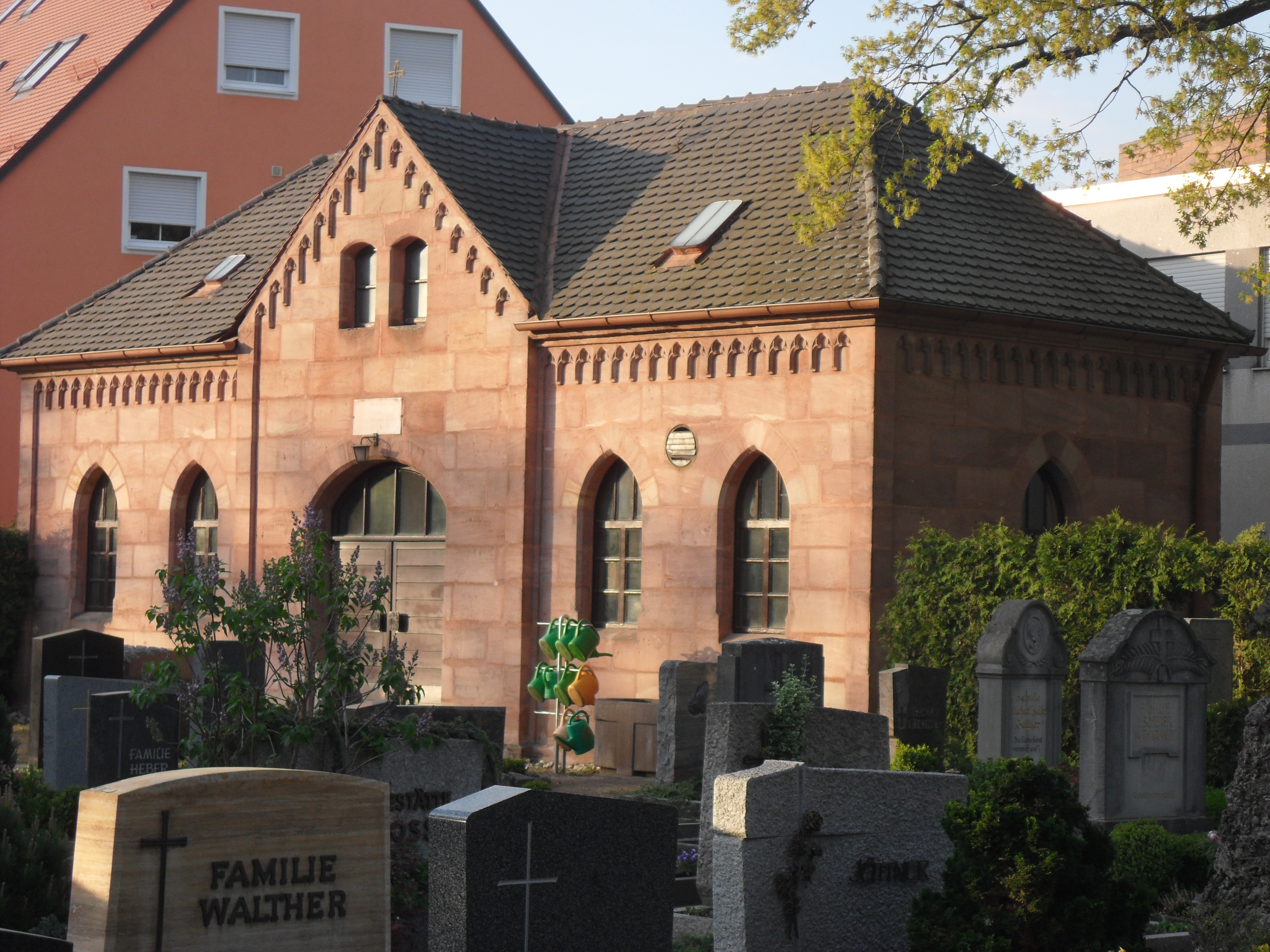
Aussegnungshalle (1870) auf dem „Alten Friedhof“
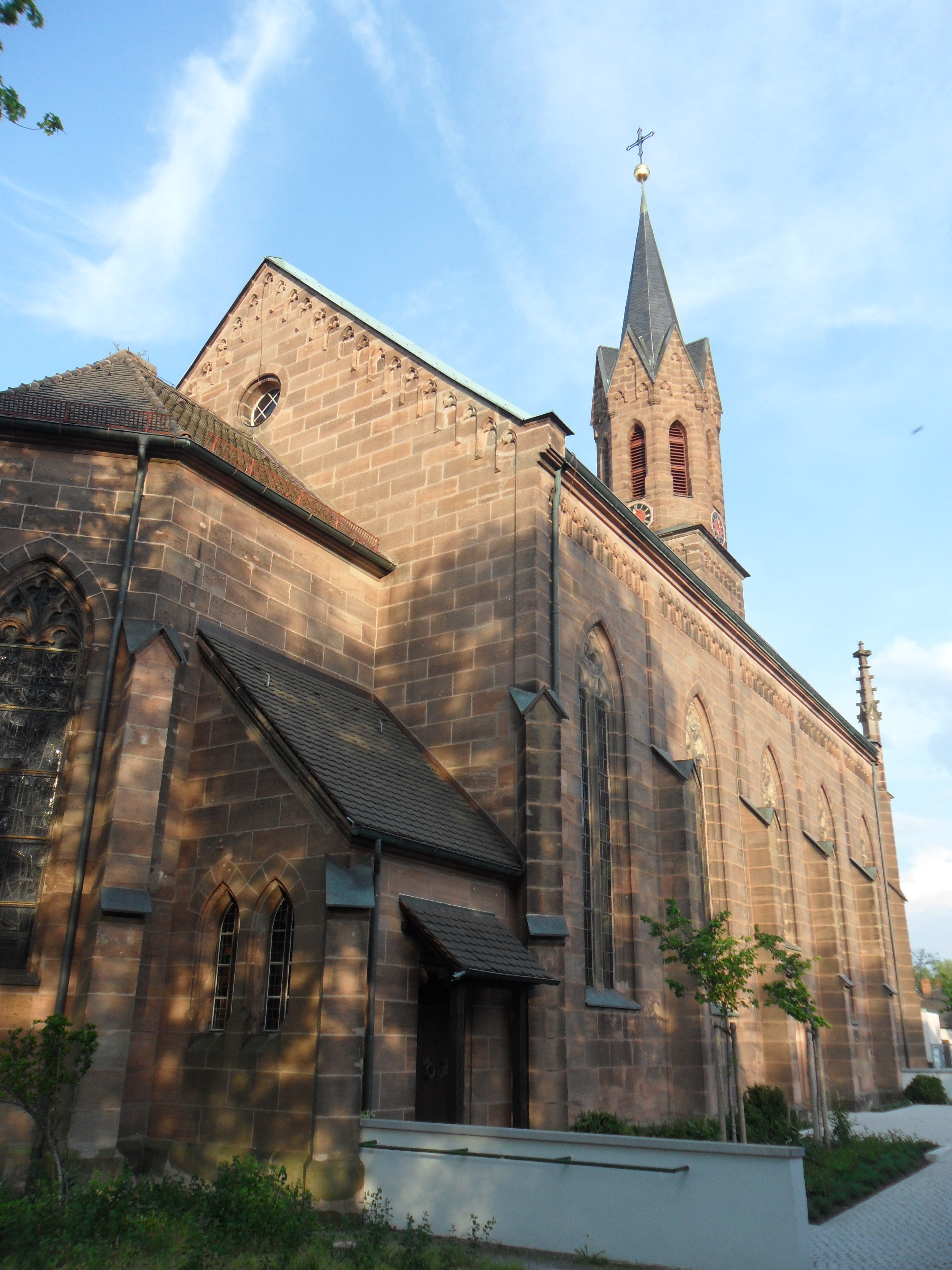
Die Martin-Luther-Kirche im Kirchenweg
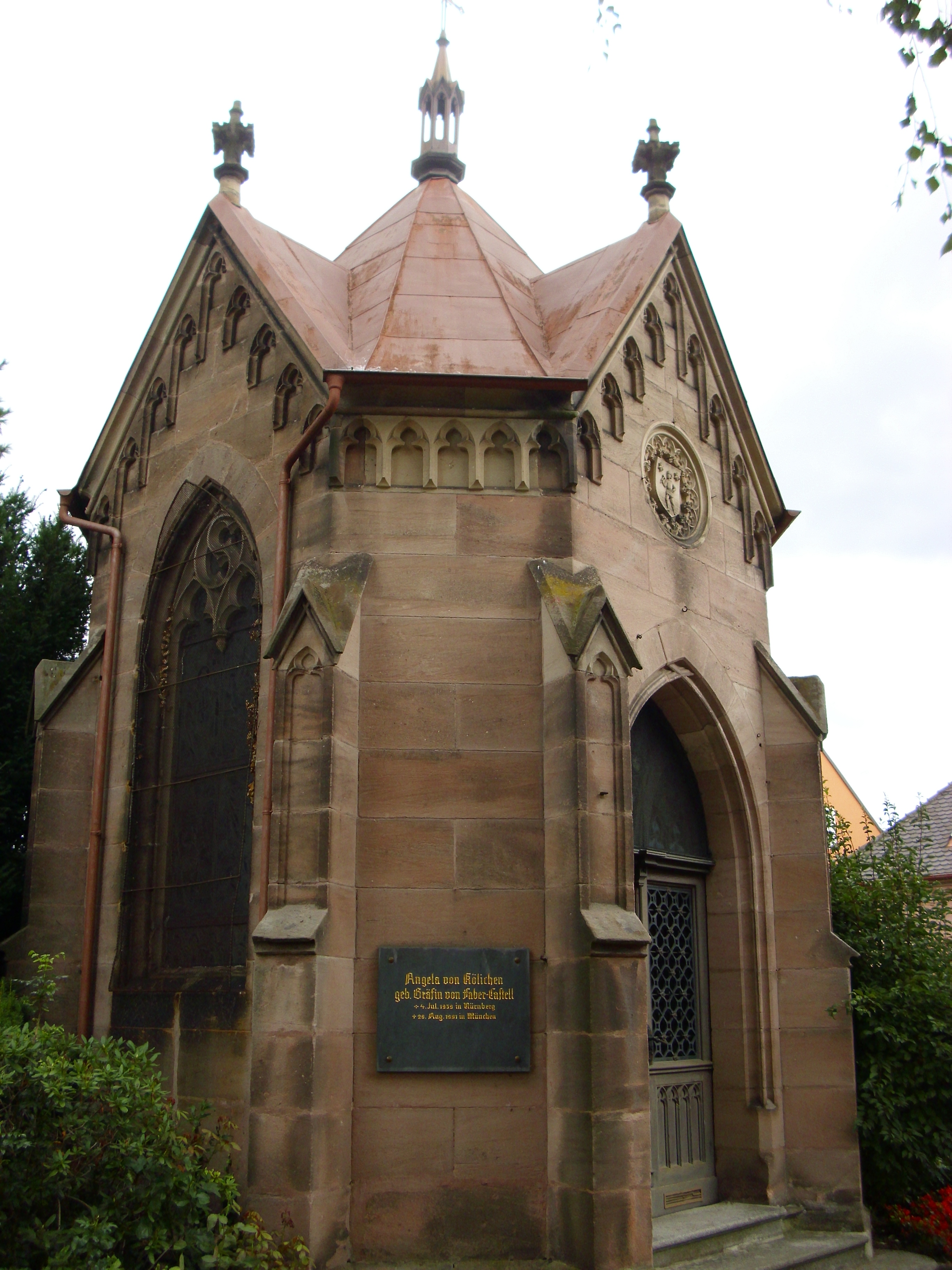
Grabkapelle der Angela von Kölichen, geb. Gräfin von Faber-Castell
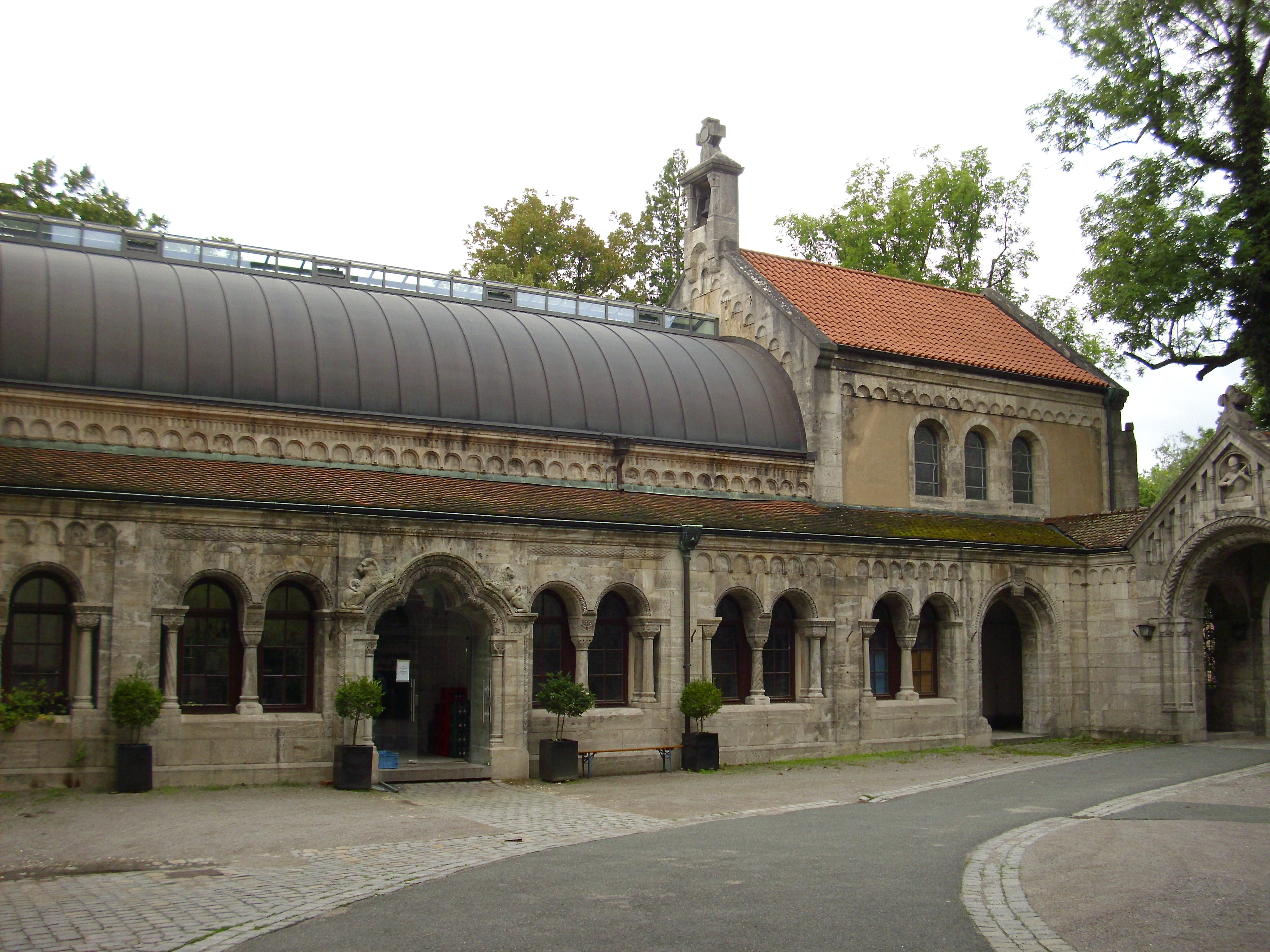
Kreuzgang und Schlosskapelle im Südwesten des Schlosshofes
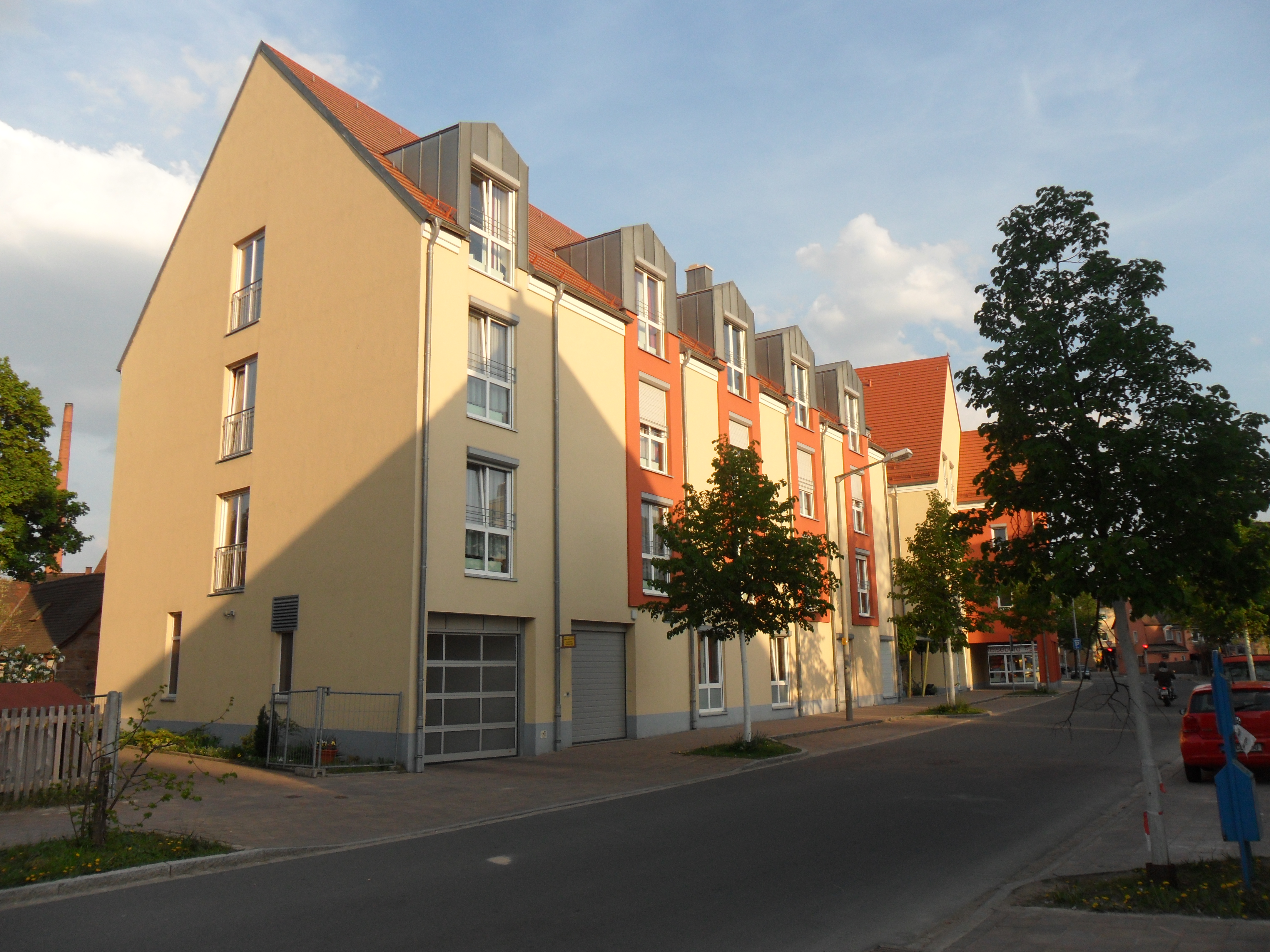
Mehrfamilienwohnhaus im Feuerweg 10